# Rhyncomya impavida
Rhyncomya impavida är en tvåvingeart som först beskrevs av Rossi 1790.  Rhyncomya impavida ingår i släktet Rhyncomya och familjen Rhiniidae. Inga underarter finns listade i Catalogue of Life.